# Герб Черниговской области
Ге́рб Черни́говской обла́сти (укр. Герб Чернігівської області) — символика Черниговской области Украины, которая выражает исторические и духовные традиции Черниговщины. Утверждён на 12-й сессии Черниговского областного совета от 11 июля 2000 года. Единственный герб среди регионов Украины c изображением двуглавого орла.

## Описание
В серебряном поле чёрный двуглавый орёл с червлёными лапами и языками, золотыми глазами, клювами и когтями, на главах которого по золотой открытой короне, на груди — лазоревый щит с золотой каймой, в котором золотой знак основателя Черниговского княжества — Мстислава Владимировича.

## Символика
Орёл как царь птиц, наравне со львом, является самой старой и наиболее распространённой гербовой фигурой. Ещё в старину во многих странах мира орёл был символом власти, могущества, смелости и скорости.

## Галерея

Герб Черниговского воеводства согласно описанию в польских источниках
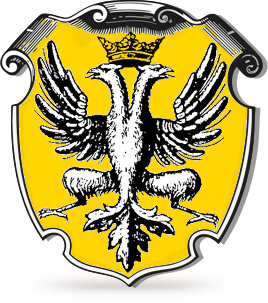
Фактический герб Черниговского воеводства
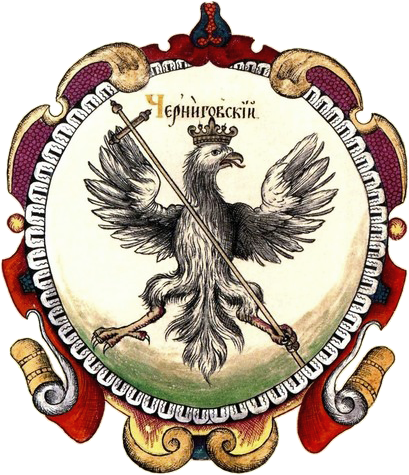
Герб Черниговский в «Царском титулярнике». 1672
Герб Чернигова 1782 года
Герб Черниговской губернии 1856 года